# Dietrich Thoms
Dietrich Thoms (* 8. März 1917 in Berlin; † 1. November 1980 in München; gebürtig Dieter Thoms) war ein deutscher Schauspieler, Synchronsprecher und Hörspielsprecher.

## Leben
Thoms gab nach der Schauspielschule sein Bühnendebüt in Coburg. 1949 erhielt er ein Engagement am Stadttheater von Bamberg und 1950 am Bayerischen Staatsschauspiel in München, an dem er viele Jahre beschäftigt war.
Zu seinen Rollen in München gehörten Schwarz in Die Räuber, Pindarus in Julius Cäsar und Verkäufer in O Wildnis von Eugene O’Neill. Thoms übernahm zahlreiche kleine Rollen in Film- und Fernsehproduktionen.
Er war mit der Schauspielerin Tiddi Mössel verheiratet. Dietrich Thoms verstarb Anfang November 1980 im Alter von 63 Jahren in München.

## Filmografie
- 1950: Vom Teufel gejagt
- 1953: Skandal im Mädchenpensionat
- 1953: Man nennt es Liebe
- 1954: 08/15
- 1955: Gestatten, mein Name ist Cox
- 1955: Schneewittchen
- 1955: 08/15 in der Heimat
- 1956: Kirschen in Nachbars Garten
- 1956: Das alte Försterhaus
- 1956: Die Heinzelmännchen
- 1957: Nachts, wenn der Teufel kam
- 1957: Rübezahl – Herr der Berge
- 1959: Der Haustyrann
- 1959: So weit die Füße tragen
- 1959: Ein Mann geht durch die Wand
- 1961: Vertauschtes Leben
- 1962: Die Glocken von London
- 1964: Interpol (TV-Serie) – Die Dame mit dem Spitzentuch
- 1964: Die fünfte Kolonne (TV-Serie) – Schattenspiel
- 1964: Gewagtes Spiel: Herzbube
- 1964: Tod um die Ecke
- 1964: Sie werden sterben, Sire
- 1964: Das Kriminalmuseum (TV-Serie) – Tödliches Schach
- 1964–1965: Unsere große Schwester (Fernsehserie, 9 Folgen)
- 1965: Die fünfte Kolonne (TV-Serie) – Besuch von drüben
- 1965: Das Kriminalmuseum (TV-Serie) – Die Ansichtskarte
- 1966: Förster Horn (TV-Serie, mehrere Folgen)
- 1966: Die fünfte Kolonne (TV-Serie) – Die ägyptische Katze
- 1966: Melissa
- 1966: Kostenpflichtig zum Tode verurteilt
- 1966: Üb immer Treu nach Möglichkeit (TV-Serie) – Der Umzug
- 1967: Das Kriminalmuseum (TV-Serie) – Die Kiste
- 1967: Das Kriminalmuseum (TV-Serie) – Die Reisetasche
- 1967: Das Kriminalmuseum (TV-Serie) – Die Spur führt nach Amsterdam
- 1967: Sherlock Holmes – Die Liga der Rothaarigen
- 1967: Die seltsamen Methoden des Franz Josef Wanninger – Eine "diplomatische" Lösung
- 1969: Komplizen (ursprünglich geplant als Folge von Das Kriminalmuseum) (TV-Serie)
- 1969: Köpfchen in das Wasser, Schwänzchen in die Höh’
- 1969: Der Kommissar (TV-Serie) – Ratten der Großstadt
- 1969: Der Kommissar (TV-Serie) – Geld von toten Kassierern
- 1970: Die seltsamen Methoden des Franz Josef Wanninger – Ein gewisser Schliff
- 1970: Merkwürdige Geschichten (TV-Serie) – Bild aus der Zukunft
- 1970: Der Kommissar (TV-Serie) – ...wie die Wölfe
- 1972: Der Kommissar (TV-Serie) – Der Tennisplatz
- 1972: Plonk
- 1973: Der Kommissar (TV-Serie) – Der Tod von Karin W.
- 1973: Tatort – Stuttgarter Blüten
- 1974: Der Kommissar (TV-Serie) – Drei Brüder
- 1979: Der Alte (zwei Folgen)